# William Moser
William Moser   (Winnipeg, 5 de setembre de 1927 - Montreal, 28 de gener de 2009), conegut per Willy Moser per amics i col·legues i signant les seves obres com W.O.J. Moser, va ser un matemàtic canadenc.

## Vida i Obra
Els seus pares eren austríacs, però va emigrar al Canadà abans del seu naixement. Moser tenia un germà més gran, Leo Moser, nascut a Viena, i un germà bessó de nom Frank. Influït pel seu germà gran, un notable matemàtic, es va graduar en matemàtiques a la universitat de Manitoba i va fer el màster a la universitat de Minnesota, abans de fer el doctorat a la universitat de Toronto, títol que va obtenir el 1957 sota la direcció de Donald Coxeter amb qui va mantenir una profunda relació d'amistat la resta de la seva vida.
Després de ser professor durant uns anys de les universitats de Saskatchewan i de Manitoba, va ser nomenat el 1964 professor de la universitat McGill de Montreal, en la qual va fer la seva carrera acadèmica fins que es va retirar el 1997, passant a ser professor emèrit. A més de la docència i la recerca, va ser molt actiu en tasques administratives, organitzatives i editorials del món de less matemàtiques, tant de nivell universitari com inferiors, arribant a ser president de la Societat Matemàtica Canadenca. En aquest àmbit, va ser un dels editors el 1995 del llibre 500 reptes matemàtics que recollia els problemes de les olimpíades matemàtiques del Canadà.
En el camp de la recerca van ser notables els seus treballs en combinatòria geomètrica i en teoria de grups. El seu llibre de 1958, Generators ans Relations for Discrete Groups, escrit conjuntament amb Coxeter, va esdevenir un clàssic, conegut com el Coxeter-Moser.